# 大卡绍埃拉
大卡绍埃拉是巴西马拉尼昂州的一个市镇。总面积705.636平方公里，总人口8856人，人口密度12.6人/平方公里。